# Weißbrauen-Lappenschnäpper
Der Weißbrauen-Lappenschnäpper (Platysteira tonsa) ist ein Vogel aus der Familie der Afrikaschnäpper (Platysteiridae).
Die Art kommt in Kamerun, in der Zentralafrikanischen Republik, der Republik Kongo, der Demokratischen Republik Kongo, der Elfenbeinküste, in Äquatorialguinea, in Gabun und in Nigeria vor.
Das Verbreitungsgebiet umfasst tropischen oder subtropischen feuchten Tiefwald und Bergwald bis 1490 m Höhe.
Die Art ist ein Standvogel.
Das Artepitheton kommt von lateinisch tondere ‚scheren, schneiden‘.

## Aussehen
Die Art ist 9–10 cm groß und wiegt etwa 11 g. Sie ist sehr klein, wirkt fast schwanzlos. Das Männchen ist großteils schwarz auf der Oberseite, hat an Stirn und Scheitel kurze dunkel schwärzlich-blaue Federn, einen schmalen weißen Überaugenstreif, ein weißes Halsband und ein breites schwarzes Brustband. Der Überaugenlappen ist purpurfarben, die Iris braun, der Schnabel schwarz und die Beine sind schwärzlich-grau. Die Unterseite ist weiß. Das Weibchen ist kastanienbraun im Nacken, an Kehle und Brust, sowie auf der Oberseite, die Flugfedern sind braun, das Kinn ist weiß, das Gesicht grau. Stirn und Scheitel sind schwarz glänzend. Der Augenlappen ist kleiner und mehr grau. Jungvögel sind am Kopf bräunlich-grau, auf der Brust grau bis braun, das Brustband ist auch grau, der Augenlappen fehlt noch.
Vom Weißbürzel-Lappenschnäpper (Platysteira castanea) unterscheidet die Art sich durch einen weißen Hinteraugenfleck. Außerdem kommt sie nur im Kongobecken vor und hält sich meist in den Baumwipfeln auf.

## Stimme
Der Ruf des Männchens wird als Folge von Pfeiftönen, rauen Knurrlauten beschrieben, langsamer als beim Weißbürzel-Lappenschnäpper (Platysteira castanea).
Die Art ist monotypisch.

## Lebensweise
Die Nahrung besteht aus Insekten aller Art bis 30 mm Größe, die meist oben in den Bäumen gesucht werden, höher als der Weißbürzel-Lappenschnäpper. Die Art ist auch in gemischten Jagdgemeinschaften zu finden.

## Fortpflanzung
Die Brutzeit liegt im April in Nigeria und Gabun, zwischen November und Mai in der Demokratischen Republik Kongo. Die Art ist standorttreu, Bruthelfer kommen vor. Das Nest ist eine kleine Schale bis 15 m hoch an äußeren Astenden und mit Blättern bedeckt.

## Gefährdungssituation
Der Bestand gilt als nicht gefährdet (Least Concern).